# Ensipia
Ensipia là một chi bướm đêm thuộc họ Erebidae.